# Murijev vrelec
Murijev vrelec (nemško Muri-Quelle) je izvir vode, ki je na avstrijski strani mejne gore Goli vrh. Izvir je ob glavni cesti, ki vodi iz smeri Jezerskega proti vasici Bad Vellach. Voda izvira iz paleozoiskih skrilavcev, ki vsebujejo visoko koncentracijo železovih mineralov. Voda zaradi visoke koncentracije železovih mineralov za sabo po strugi in kamnih pušča markantno sled.
Padavinska voda ob deževju ponikne in se pomeša z ogljikovim dioksidom, ki prihaja iz globljih delov zemeljske skorje. Taka voda raztaplja železove minerale, ki so prisotni v kamninah na tem območju. Izvir v času suše in obdobja nizkih padavin presahne.